# Atma
A Atma (chamada inicialmente ATMA Paulista) foi uma fabricante brasileira de produtos plásticos, em especial brinquedos e miniaturas relacionadas ao ferromodelismo no Brasil. De 1950 a 1976, a Atma foi a única fabricante nacional de ferromodelismo. Encerrou suas atividades na década de 1990.
A Atma produziu, além de trens eletricos, tobogãs, bolas de plástico, inclusive com a assinatura de Pelé, utensílios domésticos e flores de plástico.

## Histórico

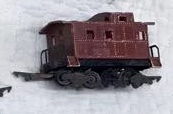
Vagão Breque

Inicialmente adotava o nome de "Mirim" e era uma fábrica de trenzinhos para ferromodelismo, sendo que seus primeiros modelos foram produzidos para corrente alternada, depois para corrente contínua.
No final da década de 1950 modifiou seu nome para Atma. No final dos anos 60 comercializou os bonecos dos personagens Marvel Comics, como Homem Aranha, Capitão América, Homem de Ferro, Thor e Hulk, sendo uma sensação entre o público infantil. Também tinha uma diversidade de bonecas em seu catálogo, desde a simples boneca de pano Annabela, de 1975, até a linha de bonecas que possuíam nomes de mulheres, como Alice, Raquel, Rosana, Andrea, cujo slogan da propaganda era "Quanto mais amigas a gente tem, mais a gente brinca".
O Brazilian Bulletin de fevereiro de 1952 mencionou entre seus principais executivos Daniel Scolnic, Francisco Masjuan (argentino), Grigore Wladimirski, José e Gustavo Pfeiffer. Tinha em torno de 460 empregados e 5 500 clientes espalhados pelo Brasil.
Famosa pelo sloga "A Atma é ótima" e com o logo do policial britânico, atingiu seu auge na década de 1970.
Na década de 1980, a Atma era a principal fabricante de produtos relacionados ao ferromodelismo no Brasil, muito embora a companhia já indicasse problemas financeiros. Encerrou suas atividades na década seguinte, deixando então a Frateschi Trens Elétricos como a única fabricante brasileira de ferromodelismo. O fim da empresa se relaciona tanto à competição internacional quanto ao incêndio que destruiu a fábrica em abril de 1994.